# 유산 (재산)
유산(遺産)은 사망자가 생존 중에 소유하고 있던 재산이다. 또는 문화유산, 세계유산과 같이 조상 대대로 이어져온 유형적이고 무형적인 가치를 하기도 한다. 유산에 대한 소유권은 각국의 민법 (상속법 제도) 및 기타법 제도 (신탁법 등)에 따라 다르다.